# فايسنتورم
فَيْسِنتُرم (بالألمانية: Weißenthurm) (نقحرة: فايسنتورم)هي بلدة ألمانية تقع في راينلند بالاتينات في ألمانيا. يقدر عدد سكانها بـ 7,836 نسمة .

## أعلام
- هيلموت مولر